# Cantón de Gémozac
El cantón de Gémozac era una división administrativa francesa, que estaba situada en el departamento de Charente Marítimo y la región de Poitou-Charentes.

## Composición
El cantón estaba formado por dieciséis comunas:
- Berneuil
- Cravans
- Gémozac
- Jazennes
- Meursac
- Montpellier-de-Médillan
- Rétaud
- Rioux
- Saint-André-de-Lidon
- Saint-Quantin-de-Rançanne
- Saint-Simon-de-Pellouaille
- Tanzac
- Tesson
- Thaims
- Villars-en-Pons
- Virollet

## Supresión del cantón de Gémozac
En aplicación del Decreto n.º 2014-269 de 27 de febrero de 2014, el cantón de Gémozac fue suprimido el 22 de marzo de 2015 y sus 16 comunas pasaron a formar parte; once del nuevo cantón de Estuario de Saintonge, cuatro del nuevo cantón de Thénac y una del nuevo cantón de Pons.